# Makhosini Dlamini
Makhosini Jaheso Dlamini (ur. 1914 w Enhletsheni, zm. 28 kwietnia 1978 w Mbabane) – suazyjski polityk. Pierwszy premier kraju od 16 maja 1967 do 31 marca 1976. Minister spraw zagranicznych od 1968 do 1970.